# Dança do Créu
"Dança do Créu" é uma canção de funk carioca do produtor musical MC Créu, gravada em 25 de setembro de 2007 e lançada apenas em 11 de fevereiro de 2008. A música se tornou viral.

## Produção e composição
Em 2007, MC Créu disse que havia feito a música "na brincadeira há bastante tempo". Segundo o mesmo, a ideia partiu de seu filho pequeno: enquanto tentava encontrar uma letra para uma batida em seu estúdio, o filho começou a brincar e dizer "créu" depois de tudo que o pai falava.
"Dança do Créu" é uma canção de funk carioca. Um trecho explica: "Pra dançar créu tem que ter disposição / Pra dançar créu tem que ter habilidade / Pois essa dança ela não é mole não / Eu venho te falar são cinco velocidades".

## Popularidade
A canção se tornou viral. No YouTube, surgiram diversos vídeos caseiros de pessoas fazendo a coreografia da dança. Um dos vídeos mais acessados teve 1 476 600 visualizações em dois meses. Comunidades no Orkut também apareceram. A canção foi um hit no Carnaval, e inspirou paródias como a versão gospel "Dança do Céu". No Big Brother Brasil 9, candidatos fizeram a "Dança do Créu". O MC apresentou a dança em Londres.
Com a popularidade, o produtor, de nome real Sérgio Costa, ficou conhecido como MC Créu, a qual ele não imaginava essa repercussão em torno da música e, na época, estava com a "agenda cheia". Segundo ele, "O passinho é o ponto alto do show, junto com a hora em que as meninas dançam o créu".
A canção ajudou a popularizar Andressa Soares, mais conhecida como Mulher Melancia. A dança também se popularizou no futebol brasileiro. Foi incluida na lista de "20  músicas que fizeram sucesso em 2008" da GZH e de "dez vídeos de dança que mais bombam" do Terra, publicado em 2015.

## Certificações e vendas
Em 14 ou 15 de março de 2008, a EMI registrou 100 mil vendas de ringtones da canção. Mais tarde, foi certificada com um disco de platina.
| Região                                              | Certificação | Vendas  |
| --------------------------------------------------- | ------------ | ------- |
| Brasil (Pro-Música)                                 | Platina      | 80 000* |
| *números de vendas baseados somente na certificação |              |         |